# 金山街道 (福州市)
金山街道是中国福建省福州市仓山区下辖的一个街道，位于仓山区西部，东起闽江南岸，西至乌龙江畔，南邻浦上大道，北至金山大道，是仓山区政府、仓山区委及仓山区行政服务中心等多家省属、市属单位所在地。該街道成立於2003年，原本是建新镇的一部分，街道辦事處駐建中社區。

## 行政区划
金山街道现辖18个社区和8个行政村：
金洲社区、金河社区、金环社区、金麟社区、金骏社区、鑫龙社区、建中社区、水都社区、吉龙社区、丽景社区、香江社区、彼岸社区、中天社区、新筑社区、建兴洋社区、幸福社区、六江道社区、潘厝社区、上雁村、潘边村、石边村、卢滨村、新颐村、刘宅村、葛屿村和闽江村。

## 交通
金山大桥与尤溪洲大桥横跨闽江，在东面把金山街道与福州市区紧密相连;橘园洲大桥与浦上大桥贯通乌龙江，从西面把金山街道与闽侯上街连成一片，使之成为福州大学城的门户、京福高速公路的起点。
辖区最北与最南分别是金山大道与浦上大道两条横向主干道、最西与最东则是三环快速路与闽江大道两条纵向主干道，交通十分便利。其中，金山大道的东边金山大桥横跨闽江，联系鼓台地区；西边的橘园洲大桥横贯乌龙江，连接闽侯县 京台高速、福州高新区与福州大学城等地区。浦上大道的东边尤溪洲大桥位于西二环路上，为福州市区最繁忙的桥梁，连接了仓山万达与苏万宝两大商圈。
金山街道内公共交通系统发达，其中地铁 █ 2号线在仓山区的金祥、金山、洪湾与桔园洲4站均位于街道内，地铁 █ 5号线在街道内设有金山（换乘站）、凤岗里及浦上大道3站。